# Against the Clock
Against the Clock (en un principi Headlock) és una pel·lícula dels Estats Units del 2019 dirigida per Mark Polish i protagonitzada per Dianna Agron i Andy Garcia.

## Sinopsi
Nou a la CIA, en Kelley Chandler queda ferit greument després d'una missió, i sobreviu gràcies a màquines. La seva dona, Tess, una antiga agent de la CIA, està disposada a descobrir què li ha passat al seu marit. A mesura que els detalls de l'última missió d'en Kelley s'esclareixen, mostrant que l'accident era a causa d'un treball de res; la Tess fa tot el possible per mantenir en Kelley fora de perill, encara que això tingui conseqüències perilloses.

## Repartiment
- Dianna Agron com a Tess Chandler
- Andy Garcia com a Gerald Hotchkiss
- Bar Paly com a Lauen De Isigney
- James Frain com a Doctor A
- Justin Bartha com a Peter Hobbs
- Jay Karnes com a Doctor Nelson
- D.W. Moffett com a Douglas
- Patrick Bauchau com a Goldstucker
- Johnny Pemberton com a Scotty
- Mark Polish com a Kelley Chandler